# Turbicellepora cantabra
Turbicellepora cantabra is een mosdiertjessoort uit de familie van de Celleporidae. De wetenschappelijke naam van de soort is, als Osthimosia cantabra, voor het eerst geldig gepubliceerd in 1919 door Barroso.